# Paxton Whitehead
Francis Edward Paxton Whitehead (Kent, 17 de octubre de 1937-Condado de Arlington, Virginia, Estados Unidos, 16 de junio de 2023) fue un actor, director de teatro y dramaturgo británico. Fue nominado a un Premio Tony en la categoría de mejor actor en un musical y a un Premio Drama Desk en la misma categoría por su papel como el Rey Pellinore en la obra de 1980, Camelot.

## Filmografía
| Año  | Título                                           | Papel                    | Notas           |
| ---- | ------------------------------------------------ | ------------------------ | --------------- |
| 2011 | The Importance of Being Earnest                  | Canon Chasuble           |                 |
| 2001 | Kate & Leopold                                   | Millard                  |                 |
| 1999 | Wakko's Wish                                     | Voz                      | Directo a vídeo |
| 1999 | The Duke                                         | Basil Rathwood           |                 |
| 1997 | RocketMan                                        | Reportero                |                 |
| 1996 | London Suite                                     | Dr. McMerlin             |                 |
| 1995 | Goldilocks and the Three Bears                   | McReady                  |                 |
| 1994 | Trick of the Eye                                 | Deane                    |                 |
| 1993 | My Boyfriend's Back                              | Juez                     |                 |
| 1993 | 12:01, testigo del tiempo                        | Dr. Tiberius Scott       |                 |
| 1993 | The Adventures of Huck Finn                      | Harvey Wilks             |                 |
| 1992 | Boris and Natasha: The Movie                     | Anton/Kreeger Paulovitch |                 |
| 1992 | Hale the Hero                                    | General Howe             |                 |
| 1991 | Rover Dangerfield                                | Conde                    | Voz             |
| 1991 | An Inconvenient Woman                            | Hector Paradiso          |                 |
| 1991 | Child of Darkness, Child of Light                | Padre Rosetti            |                 |
| 1990 | Chips, the War Dog                               | Smythe                   |                 |
| 1988 | Tales from the Hollywood Hills: The Old Reliable | Phipps                   |                 |
| 1987 | Baby Boom                                        | Instructor               |                 |
| 1986 | Jumpin' Jack Flash                               | Malcolm Billings         |                 |
| 1986 | The Alan King Show                               | John Emerson             |                 |
| 1986 | Back to School                                   | Dr. Phillip Barbay       |                 |
| 1979 | Riel                                             | McDougall                |                 |

### Televisión
| Año       | Título                                              | Papel               | Notas |
| --------- | --------------------------------------------------- | ------------------- | ----- |
| 2007      | Desperate Housewives                                | Graham Hainsworth   |       |
| 2004      | The West Wing                                       | Bernard Thatch      |       |
| 2003      | Charlie Lawrence                                    | Embajador británico |       |
| 2002      | The Drew Carey Show                                 | Helford             |       |
| 2001      | Dead Last                                           | Johns               |       |
| 2000      | The West Wing                                       | Bernard Thatch      |       |
| 1992-1999 | Mad About You                                       | Hal Conway          |       |
| 1998      | Friends                                             | Sr. Waltham         |       |
| 1998      | Early Edition                                       | Vesti               |       |
| 1997      | Liberty! The American Revolution                    | Horace Walpole      |       |
| 1996      | Frasier                                             | Dr. Campbell        |       |
| 1996      | 3rd Rock from the Sun                               | Dr. Menard          |       |
| 1995-1996 | Ellen                                               | Dr. Whitcomb        |       |
| 1996      | Caroline in the City                                | Productor           |       |
| 1996      | The Real Adventures of Jonny Quest                  | Comandante          | Voz   |
| 1995      | Simon                                               | Duke                |       |
| 1993      | Almost Home                                         | Reginald Harrington |       |
| 1992      | Dinosaurs                                           | Juez                | Voz   |
| 1992      | Dinosaurs                                           | David Tushingham    | Voz   |
| 1991      | Law & Order                                         | Fenwick             |       |
| 1989      | Murder, She Wrote                                   | Capitán Oliver      |       |
| 1989      | The Nutt House                                      | Alec Creed          |       |
| 1988      | Baby Boom                                           | Dr. Whittaker       |       |
| 1987-1988 | Marblehead Manor                                    | Albert Dudley       |       |
| 1987      | Down and Out in Beverly Hills                       | Derek               |       |
| 1986      | The A-Team                                          | Morgan              |       |
| 1986      | Hart to Hart                                        | Gordon Chumley      |       |
| 1982      | Hart to Hart                                        | Patrick Burke       |       |
| 1982      | Magnum, P.I.                                        | William Troubshaw   |       |
| 1974      | Performance                                         |                     |       |
| 1974      | The National Dream: Building the Impossible Railway | Lord Dufferin       |       |